# Кондиції на мінеральну сировину
Кондиція на мінеральну сировину (рос. кондиции на минеральное сырье, англ. standards, нім. Konditionen f pl, Bauwürdigkeitsbedingen für Mineralrohstoffe) — сукупність обґрунтованих вимог до якості і кількості ко-рисної копалини в надрах, до гірничо-геол. і інш. умов розробки родов., що визначають їх пром. цінність. К. встановлюють параметри для підрахунку запасів основ-них і попутних корисних копалин (к.к.), а також цінних компонентів, що містяться в них. К. затверджуються для кожного родовища к.к. (або ділянки великого родов., що намічається до відроб-ки самостійним підприємством), промислових і тепло-енергетичних підземних вод.
Розрізняють К. т и м ч а с о в і та п о с т і й н і.
Перші формуються в процесі розвідки родовища, використовуються для оперативного під-рахунку заздалегідь розвіданих запасів к.к. і розв'язання питання про доцільність здійснення детальної розвідки родовища.
Другі — основа для підрахунку запасів, що затверджуються. Методика розробки і склад параметрів тимчасових і постійних К. єдині.
При гірничо-геологічних і техніко-економічних обґрунтуванні тимчасових К. допускається ширше використання даних по детально вивчених родовищах-аналогах. Осн. техніко-економічні показники, що використовуються для обґрунтування К.: розвідані (заздалегідь оцінені) запаси, проектні втрати, розубожування, пром. запаси і запаси що вилучаються з урахуванням розубожування; коефіцієнт розкриву; річна продуктивність підприємства; капіталовкладення на освоєння родов.; експлуатац. витрати; річний прибуток; сумарний грошовий ефект від розробки родов.; термін окупності капіталовкладень і рівень рентабельності під-приємства. Склад параметрів К. залежить від виду к.к., гірничо-геол. умов родов., способів його розкриття і розробки, технології видобутку і переробки к.к., специ-фіч. вимог промисловості до даного виду мінеральної сирови-ни. Наприклад, при підрахунку балансових запасів на родов. руд кольорових і чорних металів, алмазів, апатитів, фосфоритів, сірки, мінеральних солей, флюориту, ба-риту, азбесту, слюди і інш. гол. параметри К.: бортовий вміст осн. компонента (суми компонентів комплексних руд, приведених до умовного вмісту основного) в пробі або (при підрахунку запасів в геол. межах) мінім. вміст компонента на оконтурюючу виробку; мінім. пром. вміст осн. (або умовного) компонента в блоці, при якому вартість мінеральної сировини, що вилучається, забезпечує відшкодування всіх витрат на отримання товарної про-дукції при нульовій рентабельності експлуатації. К. встановлюється також перелік попутних компонентів, що не враховуються в умовному вмісті осн. компонента. Вказуються мінімально допустимі вмісти шкідливих до-мішок на оконтурюючу виробку або блок з урахуванням вимог промисловості до продукції переробки мінеральної си-ровини і результатів технол. досліджень по переробці сировини. Встановлюються мінім. потужності тіл к.к. (пластів, покладів, жил тощо) з урахуванням застосування при розробці родовищ найраціональніших технологій видобутку і обладнання, а також мінімально допустима потужність прошарків пустих порід або не-кондиційних руд, що знаходяться всередині к.к., і запасів, що включаються в підрахунок. Регламентуються мі-нім. запаси ізольованих тіл, ділянок, що включаються в підрахунок запасів руд на основі прямих техніко-економічних розрахунків. Встановлюється макс. глибина підрахунку запасів і економічно обґрунтовані контури розробки.
К. розроблюються і встановлюються законодавством України з врахуванням використання основних і другорядних (попутних) корисних копалин, які залягають разом з основними. Під час розробки родовища чи його частини К. може бути уточнено або переглянуто в зв'язку з появою нових факторів, які впливають на технологію переробки корисної копалини.